# Natalia Nordman

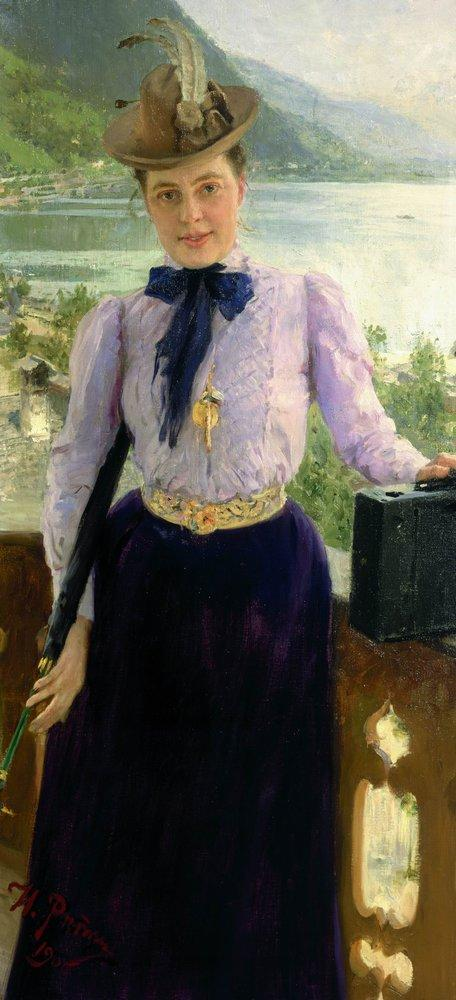
Natalia Nordman auf einem Gemälde von Ilja Repin, 1900

Natalja Borissowna Nordman (russisch Ната́лья Бори́совна Но́рдман) oder Natalia Nordmann (schwedisch) (* 14. Dezember 1863 in Helsinki, Finnland; † 30. Juni 1914 in Orselina bei Locarno, Schweiz), literarisches Pseudonym Sewerowa, war eine finnlandschwedisch -russische Schriftstellerin. Nordman war eine frühe Frauenrechtlerin, Sozialreformerin und Vegetarierin.

## Leben
Natalia Nordmann wurde 1863 in Helsingfors (finnisch Helsinki) geboren. Ihre Mutter war die russische Adlige Maria Arbusowa und ihr Vater der Finnlandschwede Bernhard (Boris) Nordmann, Admiral der Kaiserlich Russischen Marine, der später ebenfalls geadelt wurde. Der Naturforscher Alexander von Nordmann war ihr Onkel.
Trotz lutherischer Taufe war Zar Alexander II. ihr Taufpate. Sie wuchs in Helsingfors und St. Petersburg auf und erhielt eine ausgezeichnete Hauserziehung. Sie sprach sechs Sprachen, neben den zwei Sprachen ihrer Eltern, Russisch und Schwedisch, auch Finnisch. Bereits als Kind lernte sie außerdem Deutsch und Englisch. Sie wurde unterrichtet in Musik, Bildhauerei, Zeichnen und sogar Fotografie. Wie zu der Zeit in gehobeneren Kreisen üblich überließ man die Betreuung den Ammen und Kammerjungfern. Nordman litt schmerzlich unter der Distanz zu ihrer Mutter. In diesem Schmerz liegt möglicherweise der Schlüssel für die Ablehnung vieler gesellschaftlicher Konventionen. In der autobiographischen Erzählung „Maman“ (1909; russisch, aber mit französischem Wort als Titel), die als eine der besten russischen Kindererzählungen gilt, beschreibt sie die schädliche Wirkung des Ammensystems auf die kindliche Psyche.
1884 lebte Nordman für ein Jahr auf einer amerikanischen Farm und arbeitete als Kuhhirtin. Nach der Rückkehr spielte sie in verschiedenen Theatern. Ihr gesellschaftlicher Tatendrang brachte sie mit einigen der bedeutendsten russischen Persönlichkeiten zusammen. 1891 begegnete sie dem russischen Maler Ilja Repin (1844–1930) in St. Petersburg und heiratete ihn 1900.
Repin lebte schon seit etwa 1891 unter dem Einfluss Tolstois vegetarisch. Durch ihn wandte sich Nordman verstärkt dem Vegetarismus zu und durchlebte dabei verschiedene Stadien. Anfangs waren es, wie bei Repin, hauptsächlich gesundheitliche Gründe. Aus Tierliebe lehnte sie später sogar den Verzehr von Milch, Butter, Eiern und Honig ab und lebte quasi vegan. In ihren letzten Lebensjahren wandte sie sich der Rohkost zu. Für Nordman war die vegetarische Lebensweise eines der zentralen Themen. Mit der einfachen, natürlichen Lebensweise verknüpfte sie auch ihre reformerischen Anliegen.
Eines ihrer wichtigsten Ziele war die Verbesserung der Lage der Hausbediensteten. Bereits 1861 hatte Alexander II. die Leibeigenschaft aufgehoben. 18-Stunden-Tage blieben dennoch die Regel. Nordman forderte die gesetzliche Einführung eines 8-Stunden-Tages und setzte sich für eine menschlichere Behandlung und Erleichterung der Arbeitsbedingungen ein. Sie vertrat die Ansicht, dass die Selbstverwirklichung der Frau sich nicht auf das Dasein als Mutter beschränken solle. Ihre einzige Tochter Natascha starb 1898 im Alter von nur zwei Wochen.

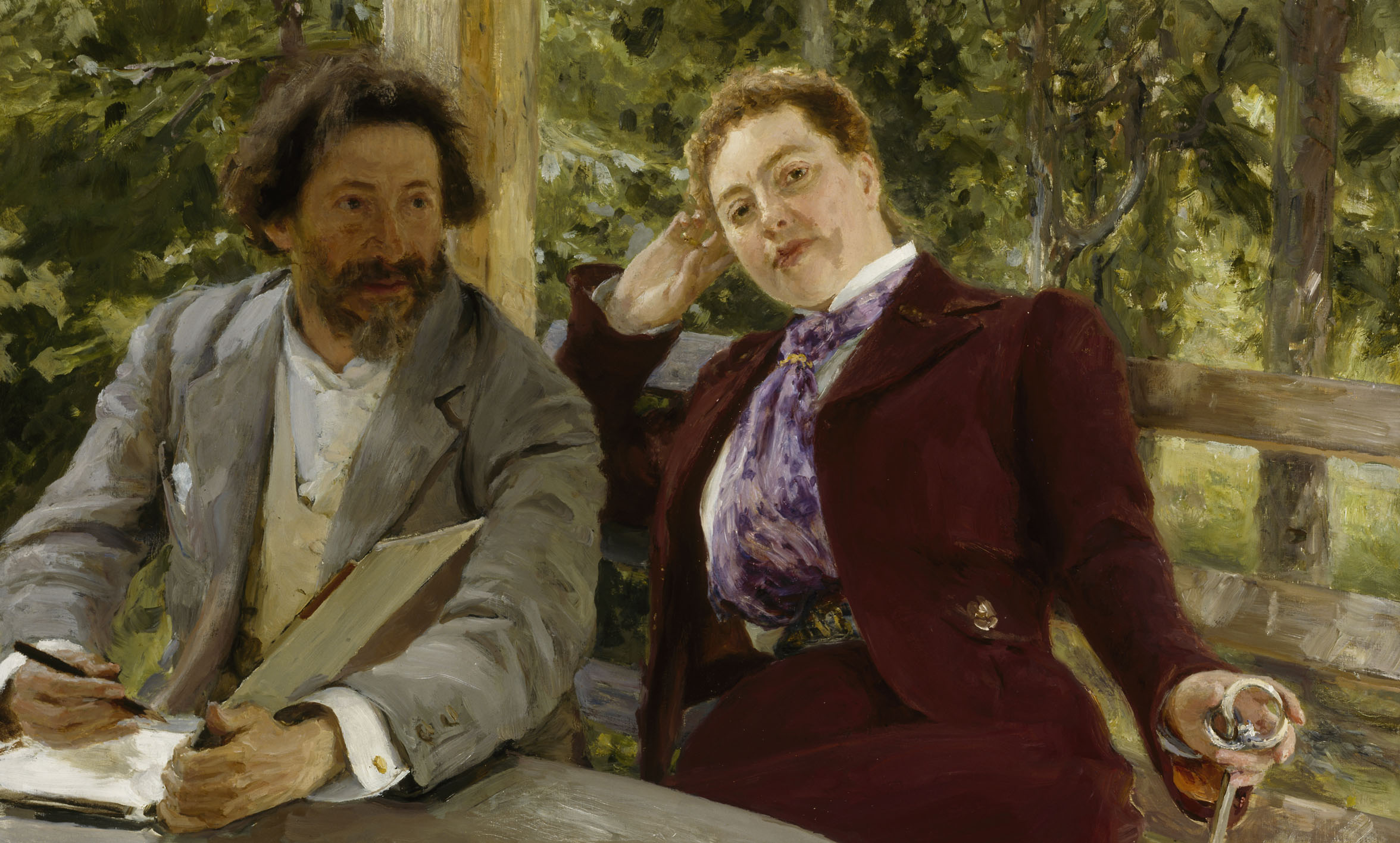
Ilja Repin: Selbstporträt mit Natalia Nordman (1903)

Nach dem Tod der Mutter (1898) erwarb Nordman im Mai 1899 nordwestlich von Sankt Petersburg im finnischen Kuokkala ein Anwesen und begann mit der Errichtung einer Sommervilla, die sie Penaten (russisch Penaty) nannte. Sie ließ ein Theater und Bildungsstätten errichten. Kuokkala auf der Karelischen Landenge entwickelte sich in dieser Zeit zu einem lebendigen kulturellen Zentrum, in dem wohlhabende Russen aus St. Petersburg Sommervillen bauten. Für Repin richtete sie ein Atelier ein. 1903 ließ sich das Paar fest in der Villa nieder. Repin lebte dort bis zu seinem Tode 1930, nachdem Natalia Nordman ihm das Anwesen testamentarisch vermacht hatte, und wurde entsprechend seinem Testament im Park des Anwesens begraben. Von offizieller sowjetischer Seite hatte man 1926 vergeblich versucht, Repin zu einem Umzug aus Finnland zu überreden. Nach dem Winterkrieg 1940 fiel Kuokkala an die Sowjetunion. Das im Krieg zerstörte Haus wurde 1962 rekonstruiert und als Repin-Museum eingerichtet. Gleichzeitig erhielt der Ort zu seinen Ehren den russischen Namen Repino.
Nordman engagierte sich energisch für die vegetarische Lebensweise und hielt zahlreiche Vorträge, unter anderem am Psychoneurologischen Institut in Sankt Petersburg. Dessen Gründer und Leiter war der Neurologe Wladimir Bechterew. Sie predigte eine einfache Lebensweise und setzte sich für die Naturheilkunde ein, beispielsweise für die Kneippsche Wassertherapie und die Kräuterheilkunde. Nordman erkannte, dass es für die Verbreitung des Vegetarismus unbedingt nötig sei, dass er auf eine solide wissenschaftliche Basis gestellt würde.
Sie schrieb an Bechterew und machte ihm den Vorschlag, einen Lehrstuhl für Vegetarismus einzurichten. Bevor sie jedoch beginnen konnte, ihre Pläne in die Tat umzusetzen, starb Natalia Nordman an Tuberkulose.
Ihre Bücher erschienen nur in kleinen Auflagen und sind heute Raritäten (u. a. „Paradiesverheißungen“, 1913, „Intime Seiten“, 1910, mit der Erzählung „Maman“ und Berichten über die Aufenthalte Repins und Nordmans in Jasnaja Poljana bei Leo Tolstoi). Repin schuf zahlreiche Illustrationen für ihre Erzählungen und Bücher.

## Werke (Auswahl)
- Интимные страницы, Санкт-Петербург, 1910 (russisch)
- Поваренная книга для голодающих, Санкт-Петербург, 1911 (russisch)
- К идеалам, Санкт-Петербург, 1912 (russisch)
- Наши фрейлины, Санкт-Петербург, 1912 (russisch)
- Крест материнства. Тайный дневник Санкт-Петербург, 1914 (russisch)